# Дзета Кормы
Дзе́та Кормы́ (ζ Pup, ζ Puppis) — ярчайшая звезда созвездия Кормы. Звезда имеет собственное имя На́ос (происходящее от др.-греч. ναῦς — «корабль») или Сухаи́л Хада́р (араб. سهيل هدار‎, вероятно, «яркая [звезда] на горизонте»).

## Свойства звезды
Дзета Кормы имеет спектральный класс O4Ia и чрезвычайно горяча. Это самая горячая звезда, видимая невооружённым глазом среди звёзд спектрального класса O. Температура поверхности звезды примерно равна 42 000 K, что исключительно много: в семь раз выше температуры солнечной поверхности. Масса звезды оценивается в 56+14
−12 (по более старой оценке — около 40) масс Солнца, таким образом, Дзета Кормы — очень горячий голубой сверхгигант.
Дзета Кормы — один из самых близких сверхгигантов: расстояние до него составляет чуть больше тысячи световых лет.
В отличие от многих других звёзд, которые удалены на большое расстояние, Дзета Кормы ушла далеко от места своего формирования. Она сформировалась примерно в 1400 световых годах от своего текущего местоположения, в созвездии Парусов. Были обнаружены и другие звёзды, которые сформировались одновременно с Дзетой Кормы. Возраст Дзеты Кормы оценивается в 4 миллиона лет. Сформировалась она в молекулярном облаке современного созвездия Паруса.
Дзета Кормы является одной из наиболее мощных звёзд в Млечном Пути, если вести расчёт по абсолютной звёздной величине. Из-за очень высокой температуры поверхности бо́льшую часть излучения звезда испускает в ультрафиолетовом диапазоне, соответственно, в видимом диапазоне Дзета Кормы испускает энергии в 21 000 раз больше Солнца, но в болометрической звёздной величине светимость превышает солнечную в 360 000 раз. Если бы всё излучение Дзеты Кормы приходилось на видимый диапазон, она была бы третьей по яркости звездой неба, уступая лишь Сириусу и Канопусу.
Являясь голубым сверхгигантом, Наос имеет диаметр только в 11 раз больше солнечного.
Из-за очень большой светимости Наос имеет эффективную земную орбиту только на уровне 450 а. е.
Дзета Кормы испускает мощный звёздный ветер. Скорость звёздного ветра оценивается в ≈2300 км/с, и звезда теряет одну миллионную массы Солнца каждый год, что в 10 миллионов раз выше потерь своей массы Солнцем за аналогичный период.
Быстрая потеря звездой массы невидима в видимом диапазоне, но наблюдается в рентгеновских лучах, а также радиоволнах.
Предполагается, что в ближайшие сотни тысяч лет Дзета Кормы будет постепенно остывать и расширяться, и по мере остывания пройдёт все спектральные классы: B, A, F, G, K и M. По мере этого основное излучение звезды перейдёт в видимый диапазон, и Наос станет одной из ярчайших звёзд будущего земного неба. Спустя 2 миллиона лет Наос будет иметь спектральный класс M5, а его размеры будут гораздо больше текущей земной орбиты. Затем Наос взорвётся, став сверхновой звездой. Ввиду небольшого расстояния до Земли эта сверхновая будет гораздо ярче блеска полной Луны, а ядро звезды сколлапсирует сразу в чёрную дыру. Не исключено, что это будет сопровождаться сильным гамма-всплеском.

## Условия наблюдения
Дзета Кормы имеет значительное южное склонение и не видна в средней полосе России. На юге России при благоприятных условиях наблюдения (чистое ясное небо) звезду можно отыскать вблизи южного горизонта. При этом на широте Сочи и Владивостока звезда будет видна уже невооружённым глазом в ясную погоду (высота составит семь градусов над горизонтом). Наблюдается зимой.